# The Drug in Me Is You
The Drug in Me Is You är post-hardcore-bandet Falling in Reverses debutalbum, utgivet 2011.
Efter att sångaren i Escape the Fate Ronnie Radke blev utsläppt från fängelset i december 2010 började han omedelbart arbeta på ett album med sitt nya band Falling in Reverse. De spelade in skivan mellan december och februari i Orlando, Florida, USA i Paint It Black Studios. Michael Baskette producerade albumet. 
Albumet hamnade på plats 19 på den amerikanska Billboard 200-listan och det såldes i över 18 000 exemplar under dess första vecka. 

## Låtlista
Alla låtar är skrivna av sångaren Ronnie Radke.
1. "Raised by Wolves" - 3:25
2. "Tragic Magic" - 4:06
3. "The Drug in Me Is You" - 3:39
4. "I'm Not a Vampire" - 3:52
5. "Good Girls, Bad Guys" - 3:15
6. "Pick Up the Phone" - 4:38
7. "Don't Mess with Ouija Boards" - 4:56
8. "Sing or Swim" - 4:45
9. "Caught Like a Fly" - 4:37
10. "Goodbye Graceful" - 4:48
11. "The Westerner" - 3:52